# 集会条例
集会条例は明治13年（1880年）4月に公布された日本の太政官布告。明治23年（1890年）7月25日に集会及政社法により消滅した。

## 概要
集会・結社の自由を規制した法律。同年の新聞紙条例改正、また出版条例と共にこの集会条例は自由民権運動を圧迫した。明治15年（1882年）6月3日に改正され（太政官布告）、地方長官に1年以内の演説禁止権・解社命令権、内務卿に一般的な結社集会禁止権を与え、政治結社の支社設置禁止などを追加してさらに規制が強化された。
新聞紙条例、出版条例とはことなって集会条例はその取締が必要とされる事態が西南戦争後に出来したので、他2者に制定発布が後れた。
おもな規定内容は、つぎのとおり。政治に関する事項を講談論議するため公衆をあつめる者は開会3日前に事項、演説者の氏名および住所、会同の場所および日時を詳記し、所轄警察署に届け出、認可を受けねばならない。ただし、屋内に限る。警察署は正規の警察官に監視させることができ、派出の警察官は認可証の提示が拒まれるとき、講談論議が届出事項以外にわたり、または公安に害ありと認める場合などは解散を命ずることができる。陸海軍人の常備予備後備の名籍にある者、警察官、官立公立私立学校の教員生徒、農業工芸の見習生は会同することは許されない。上述と同じ目的で結社する者は事前に社名、社則、会場、社員名簿を所轄警察署に届け出、認可を受けなくてはならない。集会に参同することを許されない者は結社に加入することを禁じられる。このほかに政治に関する事項を講談論議するために、その趣旨を広告し、または他の社と連絡し、および通信往復することはできないという箇条がある。以上の規定にはそれぞれ重い罰則がある。
政治活動をはなはだしく阻止するものであったから、起草者渡辺洪基はとても恨まれた。自由党、改進党の結党があり、政治的集会も全国でますます盛んになり、政府は取締をいっそう厳重にするために、明治15年、改正がおこなわれた。その主な点は、集会については、臨監の警察官が解散を命じた場合、特定の演説者に対し、その情状によって1年以内に限り、地方長官の命をもってその管内で、また内務卿の命をもって更に全国において公然政治を講談論議することを禁ずることができる。結社については、更に支社を設けることを禁じる。また、集会ならびに結社を通じ、あらたに政治以外の目的を有するものの取締規定を設け、学術その他のいわば仮面をつけたものも看過しないという姿勢を示した。政府によるこの運用はきわめて猛烈なもので、新興政党運動などは手も足も出なかったありさまで、自由党もやがて解散するに至った。改進党はかろうじて解散はまぬかれた。憲法発布ころは集会条例第8条の廃止をもとめる声がとても多かった。
適用された事例としては、1879年11月の植木枝盛、1883年9月の川上音二郎、10月の中島湘烟などがある。
1882年6月10日、文部省は、集会条例改正にもとづき学生生徒の学術演説を禁止する旨、直轄学校へ内達、7月3日、同趣旨を府県にも内達した。しかし、明治法律学校の学生たちは集会に参加する時だけ一時退学し、集会終了後に復学するという対抗手段を編み出した。
明治23年（1890年）の集会及政社法、明治33年（1900年）の治安警察法に継承された。集会及政社法は、1890年7月25日公布、政治結社・政治集会にたいする取締を強化、各政党の連携を禁止。1893年4月14日改正公布、集会届出を48時間前から24時間前とし、政社間の連結・通信・支社設置の禁止規定を削除するなど取締を若干緩和。1900年3月10日、治安警察法公布、集会及政社法廃止。

## 大日本帝国憲法との関係
明治22年（1889年）に公布された大日本帝国憲法第29条では結社の自由が保証されていた。その条文は「日本臣民ハ法律ノ範囲内ニ於テ言論著作印行集会及結社ノ自由ヲ有ス」という制限付きのものであった。そのため、完全に自由に発言できることは少なかった。そして新聞紙条例や集会条例（厳密には、大日本帝国憲法の施行が明治23年11月29日であることから、後継の集会及政社法）がその自由の範囲を定める法律として位置付けられていた。